# Floresta do Araguaia
Floresta do Araguaia est une municipalité brésilienne située dans l'État du Pará.